# 白鉄鉱
白鉄鉱（はくてっこう、marcasite）は、鉱物（硫化鉱物）の一種。組成は黄鉄鉱と同じ FeS2 であるが、結晶構造が異なるため、別種の鉱物に分類される（同質異像）。
黄鉄鉱が高温・酸性の条件で生成されるのに対し、白鉄鉱は低温・アルカリ性の条件で生成される。主に粘土中にボール状で産出することが多い。
日本のような多湿の場所では、水分と反応して硫酸を作り、他の標本や保管容器などを侵すため、密閉保存する必要がある。

## 白鉄鉱グループ
- 白鉄鉱（marcasite）: FeS2
- セレン鉄鉱（ferroselite）: FeSe2
  - 「ハスト鉱（hastite）: CoSe2」は2009年に否定され[1]、セレン鉄鉱と同種とされた[2]。
- クレルー鉱（kullerudite）: NiSe2
- フローベルク鉱（frohbergite）: FeTe2
- マタガミ鉱（mattagamite）: CoTe2